# Boreus coloradensis
Boreus coloradensis is een schorpioenvlieg uit de familie van de sneeuwvlooien (Boreidae). De wetenschappelijke naam van de soort is voor het eerst geldig gepubliceerd door Byers in 1955.
De soort komt voor in Colorado, Montana, Utah en Wyoming (Verenigde Staten).